# Englische Frauen-Cricket-Nationalmannschaft in Australien in der Saison 2024/25
Die Tour der englischen Cricket-Nationalmannschaft nach Australien in der Saison 2024/25 fand vom 12. Januar bis zum 2. Februar 2025 statt. Die internationale Cricket-Tour war Bestandteil der Internationalen Cricket-Saison 2024/25 und umfasste einen WTests, drei WODIs und drei WTwenty20s. Australien gewann die WTwenty20-Serie mit 3–0, die WODI-Serie mit 3–0, sowie die Test-Serie mit 1–0. 

## Vorgeschichte
Australien bestritt zuvor eine Tour gegen Indien und England eine Tour in Südafrika. Das letzte Aufeinandertreffen der beiden Mannschaften bei einer Tour fand in der Saison 2023 in England statt.

## Stadien
Die folgenden Stadien wurden für die Tour als Austragungsort vorgesehen und am 26. März 2024 bekanntgegeben.
| Stadion                  | Stadt     | Kapazität | Spiele   |
| ------------------------ | --------- | --------- | -------- |
| Adelaide Oval            | Adelaide  | 53.583    | 3. WT20  |
| Manuka Oval              | Canberra  | 12.000    | 2. WT20  |
| Bellerive Oval           | Hobart    | 20.000    | 3. WODI  |
| Melbourne Cricket Ground | Melbourne | 100.024   | 1. WTest |
| Junction Oval            | Melbourne | 7.000     | 2. WODI  |
| Sydney Cricket Ground    | Sydney    | 48.000    | 1. WT20  |
| North Sydney Oval        | Sydney    | 16.500    | 1. WODI  |

## Kaderlisten
England benannte seinen Kader am 23. Dezember 2024.
Australien benannte seinen Kader am 27. Dezember 2024.
| WTest | WTest | WODI | WODI | WTwenty20 | WTwenty20 |
| Australien | England | Australien | England | Australien | England |
| --- | --- | --- | --- | --- | --- |
| - Alyssa Healy (K) - Tahlia McGrath (VK) - Darcie Brown - Ashleigh Gardner - Kim Garth - Alana King - Phoebe Litchfield - Beth Mooney (wk) - Ellyse Perry - Megan Schutt - Annabel Sutherland - Georgia Voll - Georgia Wareham | - Heather Knight (K) - Tammy Beaumont - Lauren Bell - Maia Bouchier - Kate Cross - Charlie Dean - Sophia Dunkley - Sophie Ecclestone - Lauren Filer - Bess Heath (wk) - Amy Jones (wk) - Ryana MacDonald-Gay - Natalie Sciver-Brunt - Danni Wyatt-Hodge | - Alyssa Healy (K) - Tahlia McGrath (VK) - Darcie Brown - Ashleigh Gardner - Kim Garth - Alana King - Phoebe Litchfield - Beth Mooney (wk) - Ellyse Perry - Megan Schutt - Annabel Sutherland - Georgia Voll - Georgia Wareham | - Heather Knight (K) - Tammy Beaumont - Lauren Bell - Maia Bouchier - Alice Capsey - Kate Cross - Charlie Dean - Sophia Dunkley - Sophie Ecclestone - Lauren Filer - Sarah Glenn - Amy Jones (wk) - Natalie Sciver-Brunt - Danni Wyatt-Hodge | - Alyssa Healy (K) - Tahlia McGrath (VK) - Darcie Brown - Ashleigh Gardner - Kim Garth - Heather Graham - Grace Harris - Alana King - Phoebe Litchfield - Beth Mooney (wk) - Ellyse Perry - Megan Schutt - Annabel Sutherland - Georgia Voll - Georgia Wareham | - Heather Knight (K) - Lauren Bell - Maia Bouchier - Alice Capsey - Charlie Dean - Sophia Dunkley - Sophie Ecclestone - Lauren Filer - Danielle Gibson - Sarah Glenn - Bess Heath (wk) - Amy Jones (wk) - Freya Kemp - Linsey Smith - Natalie Sciver-Brunt - Danni Wyatt-Hodge |

## Tour Match
| 9. Januar Scorecard | Sydney (NSO) | Governor General’s XI 183-8 (28.2/45) | – | England |
|                     |              | No Result                             |   |         |

## Women’s One-Day Internationals

### Erstes WODI in Sydney
| 12. Januar Scorecard | Sydney (NSO) | England 204 (43.1)               | – | Australien 206-6 (38.5) |
|                      |              | Australien gewinnt mit 4 Wickets |   |                         |

Australien gewann den Münzwurf und entschied sich als Feldmannschaft zu beginnen. Als Spielerin des Spiels wurde Ashleigh Gardner ausgezeichnet.

### Zweites WODI in Benoni
| 14. Januar Scorecard | Melbourne (JO) | Australien 180 (44.3)          | – | England 159 (48.1) |
|                      |                | Australien gewinnt mit 21 Runs |   |                    |

England gewann den Münzwurf und entschied sich als Feldmannschaft zu beginnen. Als Spielerin des Spiels wurde Alana King ausgezeichnet.

### Drittes WODI in Hobart
| 17. Januar Scorecard | Hobart | Australien 308-8 (50)          | – | England 222 (42.2) |
|                      |        | Australien gewinnt mit 86 Runs |   |                    |

Australien gewann den Münzwurf und entschied sich als Schlagmannschaft zu beginnen. Als Spielerin des Spiels wurde Ashleigh Gardner ausgezeichnet.

## Women’s Twenty20 Internationals

### Erstes WTwenty20 in Sydney
| 20. Januar Scorecard | Sydney (SCG) | Australien 198-7 (20)          | – | England 141 (16) |
|                      |              | Australien gewinnt mit 57 Runs |   |                  |

England gewann den Münzwurf und entschied sich als Schlagmannschaft zu beginnen. Als Spielerin des Spiels wurde Beth Mooney ausgezeichnet.

### Zweites WODI in Canberra
| 23. Januar Scorecard | Canberra | Australien 185-5 (20)                      | – | England 168-4 (19.1/19.1) |
|                      |          | Australien gewinnt mit 6 Runs (D/L method) |   |                           |

England gewann den Münzwurf und entschied sich als Schlagmannschaft zu beginnen. Als Spielerin des Spiels wurde Tahlia McGrath, ausgezeichnet.

### Drittes WODI in Adelaide
| 25. Januar Scorecard | Adelaide | Australien 162-5 (20)          | – | England 90 (17.3) |
|                      |          | Australien gewinnt mit 72 Runs |   |                   |

Australien gewann den Münzwurf und entschied sich als Schlagmannschaft zu beginnen. Als Spielerin des Spiels wurde Beth Mooney ausgezeichnet.

## WTest in Melbourne
| 30. Januar – 2. Februar Scorecard | Melbourne (MCG) | England 170 (71.4) & 148 (68.4)                   | – | Australien 440 (130.3) |
|                                   |                 | Australien gewinnt mit einem Innings und 122 Runs |   |                        |

Australien gewann den Münzwurf und entschied sich als Feldmannschaft zu beginnen. Als Spielerin des Spiels wurde Annabel Sutherland ausgezeichnet.

## Punktwertung
Die Ashes werden nach einer Punktwertung vergeben. Im WTest gibt es vier Punkte für einen Sieg, zwei für ein Remis, Unentschieden oder No Result und in den kurzen Spielformen zwei bzw. einen Punkt.
| Australien |            | England |
| ---------- | ---------- | ------- |
| 4          | WTests     | 0       |
| 4          | 1. WTest   | 0       |
| 6          | WODIs      | 0       |
| 2          | 1. WODI    | 0       |
| 2          | 2. WODI    | 0       |
| 2          | 3. WODI    | 0       |
| 6          | WTwenty20s | 0       |
| 2          | 1. WT20    | 0       |
| 2          | 2. WT20    | 0       |
| 2          | 3. WT20    | 0       |
| 16         | Gesamt     | 0       |

## Auszeichnungen

### Player of the Series
Als Player of the Series wurden die folgenden Spielerinnen ausgezeichnet.
| Serie | Player of the Series |
| ----- | -------------------- |
| WODI  | –                    |
| WT20  | –                    |

### Player of the Match
Als Player of the Match wurden die folgenden Spielerinnen ausgezeichnet.
| Spiel    | Player of the Match |
| -------- | ------------------- |
| 1. WTest | Annabel Sutherland  |
| 1. WODI  | Ashleigh Gardner    |
| 2. WODI  | Alana King          |
| 3. WODI  | Ashleigh Gardner    |
| 1. WT20  | Beth Mooney         |
| 2. WT20  | Tahlia McGrath      |
| 3. WT20  | Beth Mooney         |